# Gledališki igralec
Gledališki igralec je igralec v gledališču, ki samostojno, vendar pod neposrednim umetniškim vodstvom gledališkega režiserja, umetniško oblikuje like iz predstavljajočega dramskega besedila in jih igra v gledaliških predstavah.